# Jurassic Park (jeu d'arcade)
Pour les articles homonymes, voir Jurassic Park (homonymie).
Jurassic Park est un jeu d'arcade de type Shoot 'em up développé par Sega et sorti en 1994. Il est basé sur le film Le Parc jurassique. La conception de la cabine est inspirée des Ford Explorer présents dans ce dernier. À l'aide d'un joystick, le joueur doit abattre les dinosaures apparaissant à l'écran.
Le jeu a la particularité d'avoir un siège motorisé, synchronisé sur l’action à l'écran. Ce même procédé a été utilisé précédemment par Sega pour d’autres jeux semblables. Le tout fonctionne sur un système de pistons hydrauliques. Les graphismes sont un mélange de sprites 2D et de polygones 3D, afin de donner une sensation de mouvement. Il s’agit du premier jeu du genre à inclure des environnements 3D. Le jeu a connu deux suites, The Lost World: Jurassic Park en 1997, ainsi que Jurassic Park III en 2001. Il existe également un autre jeu paru 2015 sous le nom de Jurassic Park Arcade. Celui-ci est basé sur les trois premiers films de la franchise.

## Système de jeu
L'histoire prend place sur Isla Nublar quelques mois après les événements du film. De façon similaire à Operation Wolf, le joueur, armé d'un pistolet, doit protéger son véhicule des attaques ennemies. Un joystick remplace cependant le pistolet optique. Les dinosaures visibles sont, le Tyrannosaurus, le Vélociraptor, le Dilophosaurus, le Brachiosaurus, le Triceratops, le Ptéranodon, le Gallimimus et l'Ankylosaurus.
Le joueur doit également détruire les clôtures ainsi que les grosses roches se trouvant sur son passage afin d'éviter les collisions. À la fin du jeu, les dinosaures sont retournés dans leurs enclos.